# Valerij Fjodorovics Bikovszkij
Valerij Fjodorovics Bikovszkij (Pavlovszkij Poszad, 1934. augusztus 2. – 2019. március 27.) szovjet űrhajós, a légierő vezérőrnagya.

## Életpálya
1951-től repülőtiszt. 1960. március 7-től részesült űrhajós kiképzésben. 1968-ban a Zsukovszkij Akadémián repülőmérnöki képesítést szerzett, majd műszaki kandidátus lett.
1963-ban a Vosztok–5 fedélzetén több mint 3,3 millió kilométert tett meg. 1976-ban a Szojuz–22 űrhajó parancsnoka. 1978-ban a Szojuz–31 fedélzetén indult, és a második Interkozmosz-űrrepülésben az NDK-beli Sigmund Jähnnel a Szaljut–6 űrállomáson parancsnokként tevékenykedett. Visszafelé a Szojuz–29 űrhajóval érkezett. 20 napot, 17 órát és 48 percet töltött a világűrben. Űrhajós pályafutását 1982. január 26-án fejezte be.

### Tartalék személyzet
- Vosztok–3 tartalék űrhajós pilóta
- Szojuz–37 tartalék parancsnok

## Külső hivatkozások
- Valerij Fjodorovvics Bikovszkij. spacefacts.de. (Hozzáférés: 2012. március 15.)
- Valerij Fjodorovvics Bikovszkij. astronautix.com. (Hozzáférés: 2012. március 15.)